# Moskovsko Carstvo
Moskovsko Carstvo, Moskovska Država (rus. Русское Царство) je službeno ime suvremene ruske države od 1547. do 1721. godine, ujedno česti sinonim za Rusko Carstvo. Nakon 1721. godine ruski car Petar Veliki zahvaljujući novim međunarodnim i unutarnjim društveno-političkim prilikama službeno proglašava Ruski Imperij (rus. Российская империя) odnosno Rusko Carstvo te prenosi svoje političko središte iz grada Moskve u Sankt-Peterburg.

## Povijest naziva
Naziv srednjovjekovne ruske države Moskovskog Carstva vuče svoje korijene u nazivu Velika kneževina Moskva (rus. Великое княжество Московское) koja je službeno osnovana 1263. odnosno 1328. godine kada je rusko političko središte premješteno iz grada Vladimira u Moskvu. Svojevrsnom reformacijom i objedinjavanjem susjednih teritorija u sljedećem razdoblju Velika kneževina Moskva je prozvana Moskovskom Državom odnosno Moskovskim Carstvom. U državi je stolovao car, prvi među njima istaknuo se Ivan IV. Grozni. 

## Vanjske poveznice
- Russian History Encyclopedia: Muscovy
- Московское государство XV—XVII вв.